# Слепухин, Анатолий Андреевич
Анатолий Андреевич Слепухин (1910, Моршанск — 1997, Санкт-Петербург) — советский хозяйственный, государственный и политический деятель.

## Биография
Родился в 1910 году в Моршанске. Член КПСС с 1932 года.
С 1929 года — на хозяйственной, общественной и политической работе. В 1929—1986 гг. — рабочий, инженер, начальник цеха завода имени Сталина в городе Ленинграде, директор Ленинградского приборостроительного завода, председатель Калининского райсовета, первый секретарь Калининского райкома КПСС города Ленинграда, председатель оргбюро Ленинградского промышленного областного совета профессиональных союзов, председатель Ленинградского областного совета профессиональных союзов, начальник Управления профтехобразования города Ленинграда и Ленинградской области.
Избирался депутатом Верховного Совета РСФСР 5-го и 6-го созывов.
Делегат XX, XXI и XXII съездов КПСС.
Умер в Санкт-Петербурге в 1997 году.